# Matthew Rowe
Matthew Rowe (19 de mayo de 1999) es un deportista británico que compite en remo. Ganó una medalla de oro en el Campeonato Europeo de Remo de 2025, en la prueba de ocho con timonel.

## Palmarés internacional
| Campeonato Europeo | Campeonato Europeo | Campeonato Europeo | Campeonato Europeo |
| Año                | Lugar              | Medalla            | Prueba             |
| ------------------ | ------------------ | ------------------ | ------------------ |
| 2025               | Plovdiv (Bulgaria) | Medalla de oro     | Ocho con timonel   |